# Abadia de Murbach
igreja de murbach

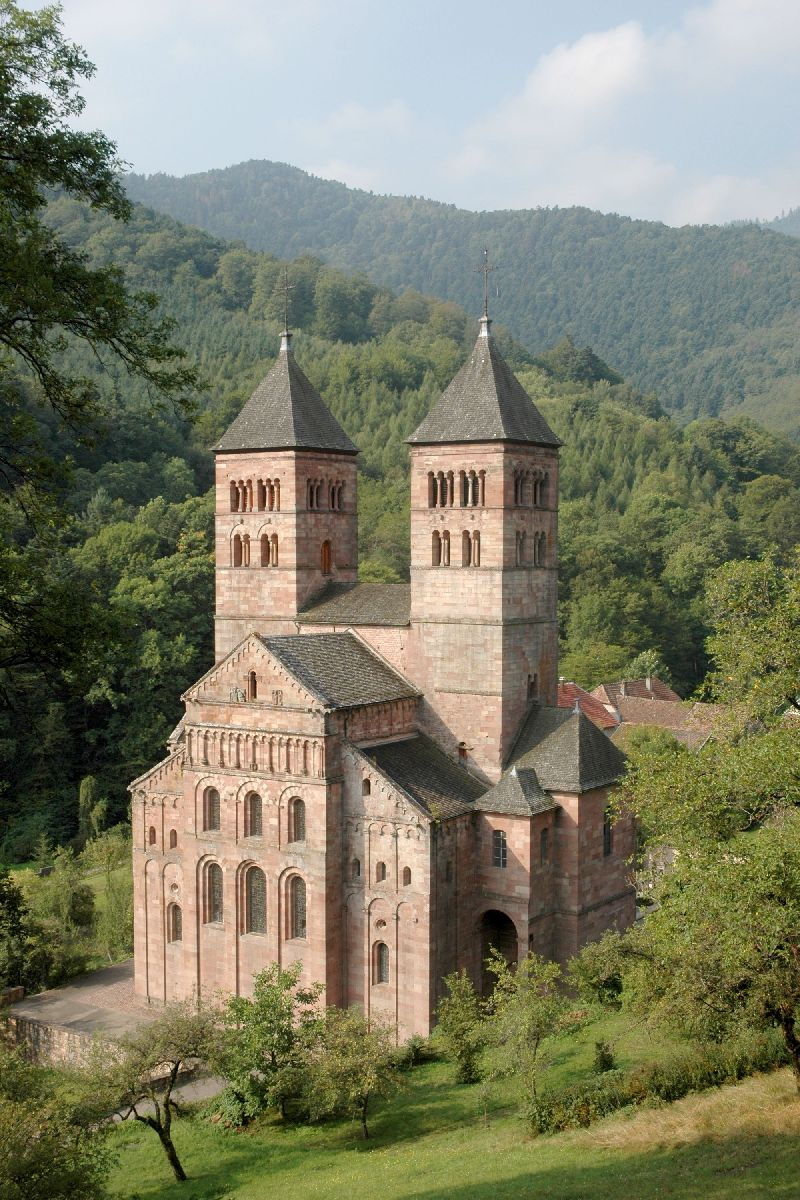
A igreja São Leão da abadia.

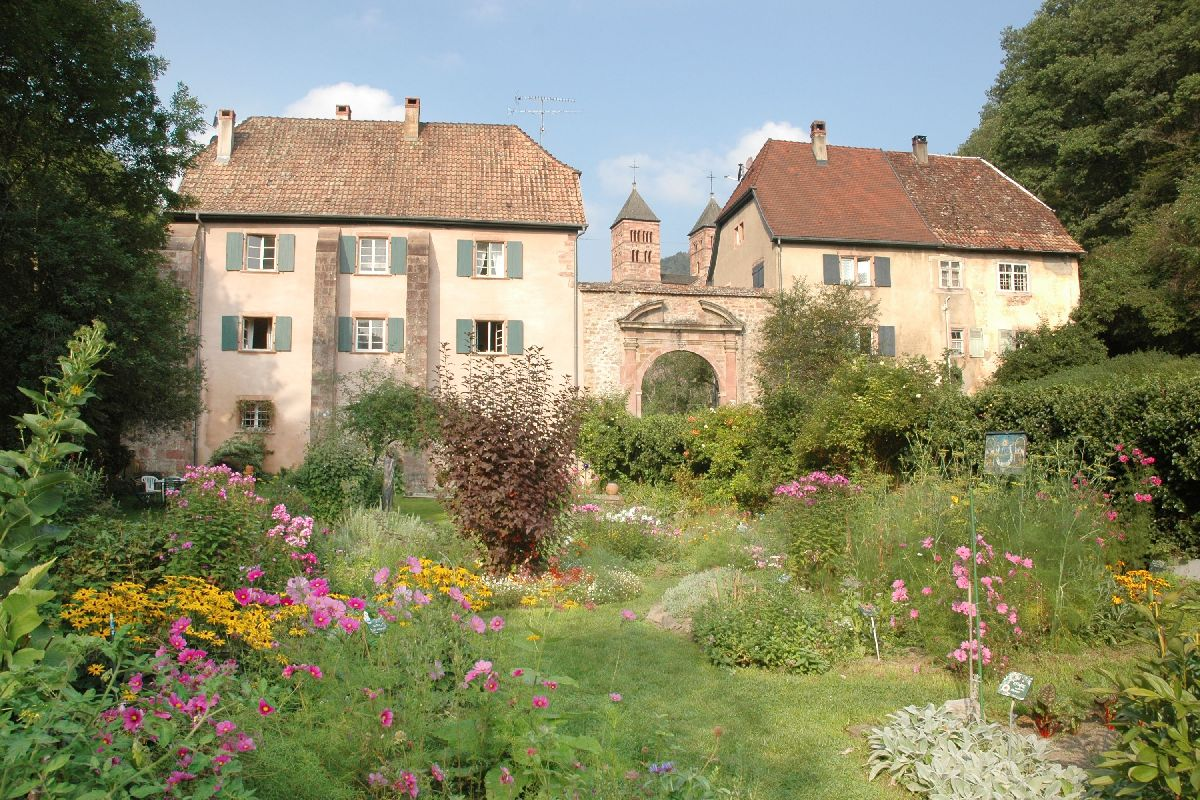
O jardim da abadia.

A Abadia de Murbach é uma abadia beneditina situada na Alsácia, no fundo do vale vosgiano de Guebwiller, na entrada da comuna de Buhl, onde uma bifurcação leva ao vale de Murbach.
Deste sítio são visíveis as duas altas torres de arenito, vestígios da célebre abadia de arte românico-renana. Sobre a pedra-chave do pórtico de entrada figuram as armas do príncipe-abade: o lébrel de prata, chamado naquela época de o cão de Murbach pelos habitantes da região.

## História
A fundação da abadia beneditina teria acontecido entre 623 et 639. A tradição popular conta que ela foi erigida no ano 728 por são Pirmínio. Ricamente dotada pelo conde Eberhard de Eguisheim, um dos mais poderosos senhores da Alsácia, essa comunidade dominou toda a região durante dez séculos. Ela possuía castelos, imprimia moeda e mantinha um exército.
No século IX, a abadia é rica e célebre. Ela acolhe seus protetores, Pepino, rei dos Francos, depois Carlos Magno. Os abades têm o título de príncipes do Sacro Império Romano-Germânico, e os monges o de cavaleiro. Ela possui até mesmo o território da cidade suíça de Lucerna.
Em 950, os húngaros pilham a Alsácia e a abadia. Novas construções foram edificadas no século XII. Em 1298 o imperador Frederico II outorga o título de príncipe-abade do Império a Hugo von Rothenburg. No século XIV, ela sofre uma terrível inundação, um incêndio que destrói a nave e a pilhagem das tropas de Weimar.
O abade Célestin de Beroldingen decide, em 1725, construir uma nova igreja, mas os trabalhos cessam em 1739. Os monges deixam Murbach vinte anos mais tarde, para se instalarem em Guebwiller.
Após ter sido saqueado durante a Revolução Francesa de 1789, o edifício se torna igreja paroquial. Algumas obras de consolidação e restauração foram empreendidas no meio do século XIX. Hoje em dia subsiste somente o centro da igreja de 1739.